# Frank Silvera
Frank Alvin Silvera (ur. 24 lipca 1914 w Kingston na Jamajce, zm. 11 czerwca 1970 w Pasadenie) – amerykański aktor teatralny, filmowy i telewizyjny, reżyser teatralny, producent filmowy i nauczyciel.

## Filmografia

### Filmy fabularne
- 1952: Viva Zapata! jako Victoriano Huerta
- 1953: Strach i pożądanie (Fear and Desire) jako sierżant Mac
- 1955: Pocałunek mordercy (Killer's Kiss) jako Vincent Rapallo
- 1962: Bunt na Bounty (Mutiny on the Bounty) jako Minarii
- 1965: Opowieść wszech czasów (The Greatest Story Ever Told) jako Kacper
- 1966: Appaloosa jako Ramos
- 1967: Hombre jako meksykański bandyta
- 1968: Był tu Salvaje jako major
- 1969: Che! jako Goatherd
- 1969: Kolty siedmiu wspaniałych (Guns of the Magnificent Seven) jako Lobero
- 1971: Valdez przybywa (Valdez Is Coming) jako Diego

### Seriale TV
- 1959: Alfred Hitchcock przedstawia (Alfred Hitchcock Presents) jako pan Roderiguez
- 1960: Johnny Ringo jako Bevinetto
- 1960: Nietykalni (The Untouchables) jako Dino Patrone
- 1961-64: Bonanza – różne role
- 1964: Alfred Hitchcock przedstawia (Alfred Hitchcock Presents) jako Alejandro
- 1965: Gunsmoke jako John Drago
- 1970: Hawaii Five-O jako Frank Kuakua